# 蛇の穴 (映画)
『蛇の穴』（へびのあな、The Snake Pit）は、メアリー・ジェーン・ウォードによって書かれたベストセラーの自伝小説を原作とする1948年のハリウッド映画。

## あらすじ
ロバート・カニンガムはジュニパー丘州立精神病院と呼ばれる病院に入院している妻・ヴァージニアと面会するが、妻が自分のことも自分と結婚していることも全て忘れ去っていることに驚愕する。ロバートは妻の主治医キックに妻との出会いから結婚、そして妻が発狂し入院するに至るまでを話し始めた。
ロバートの話だけではヴァージニアの精神錯乱の原因を突き止めることはできなかったが、粘り強い治療のおかげで状態は改善して行った。その様子に安心したロバートはヴァージニアに退院試験を受けさせるようにキック医師に依頼する。
時期尚早とは思いつつもヴァージニアに試験を受けさせるキック医師。
しかし試験の面談の場でヴァージニアは激しい恐怖を感じ、再び発狂してしまう。
改めて治療をやり直して行く中で、キック医師に愛情を感じて行くヴァージニア。
しかしキック医師を密かに慕う看護婦が嫉妬に駆られ、ヴァージニアを「蛇の穴」と呼ばれる凶暴患者の雑居病室に入れてしまう。

## キャスト
- ヴァージニア・スチュアート・カニンガム：オリヴィア・デ・ハヴィランド
- ロバート・カニンガム；マーク・スティーヴンス
- マーク・キック医師：レオ・ゲン
- グレイス：セレステ・ホルム
- ベティ（看護婦）：ヘレン・クレイグ
- ゴードン：リーフ・エリクソン
- ミセス・グリア：ビューラ・ボンディ
- トミーの母：メエ・マーシュ

## 受賞
- ヴェネツィア国際映画祭女優賞[2]
- アカデミー賞録音賞